# Franz Pfemfert

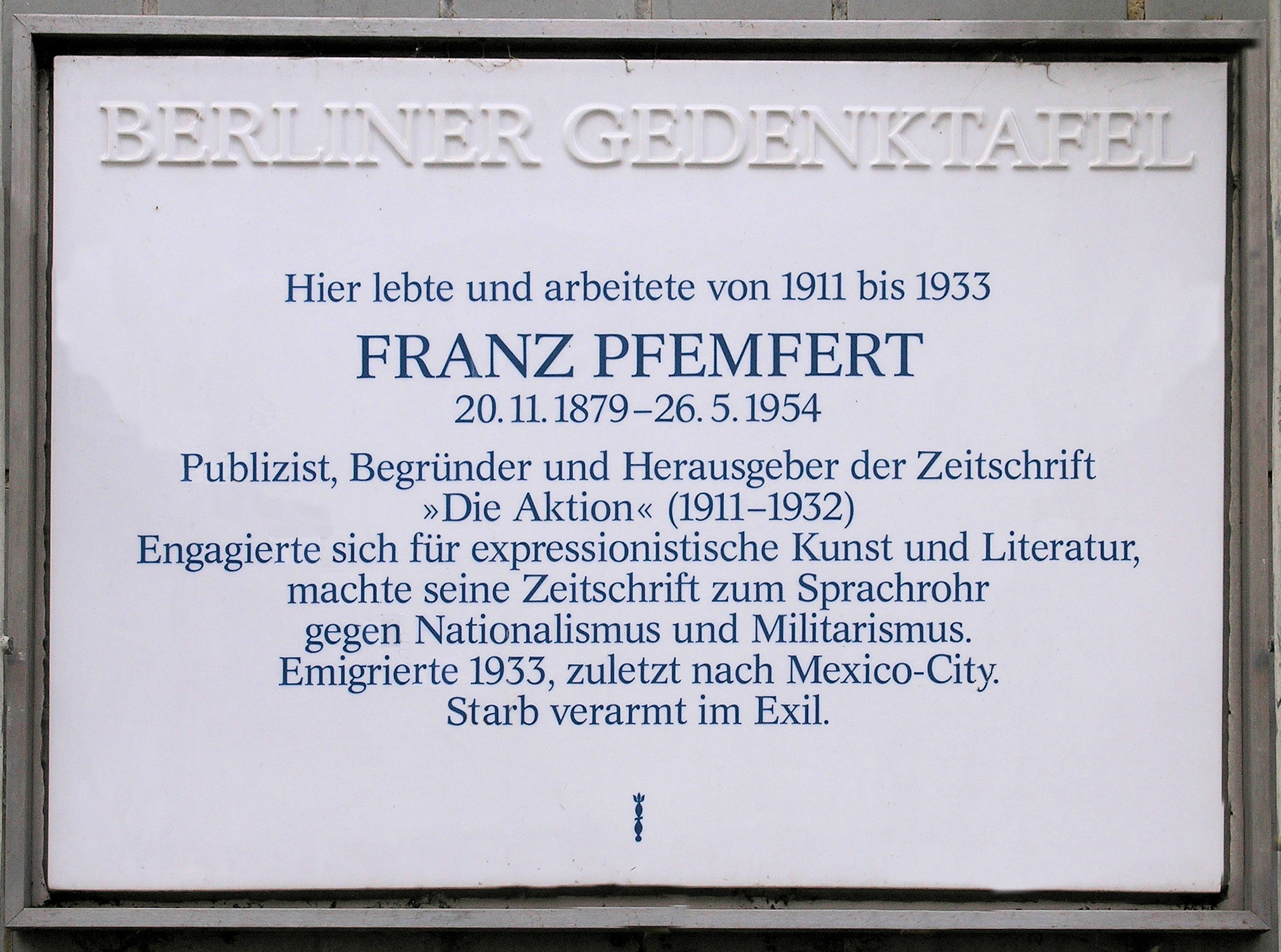
Gedenktafel am Haus Nassauische Straße 17 in Berlin-Wilmersdorf

Franz Pfemfert (* 20. November 1879 in Lötzen, Ostpreußen; † 26. Mai 1954 in Mexiko-Stadt) war ein deutscher Publizist, Herausgeber der Zeitschrift Die Aktion, Literaturkritiker, Politiker und Porträtfotograf.
Pfemfert schrieb gelegentlich unter dem Pseudonym U. Gaday (abgeleitet von russisch угадай ugadai „rate mal“).

## Leben

### 1879–1900
Franz Pfemfert wurde 1879 im ostpreußischen Städtchen Lötzen geboren. Seine Eltern zogen bald nach seiner Geburt nach Berlin, wo Pfemfert das Joachimsthalsche Gymnasium besuchte. Nach dem Tod seines Vaters, 1892, meldete ihn die Mutter von der Schule ab, da sie wollte, dass er in ihrer Geflügel- und Fischhandlung in Berlin-Charlottenburg aushelfe. Pfemfert jedoch widersetzte sich, ging für einige Zeit zu seinem Großvater nach Lötzen und schloss sich für ungefähr ein Jahr einem Wanderzirkus an. Um 1900 arbeitete er wahrscheinlich für einige Zeit als Bote und absolvierte vermutlich auch eine Buchdruckerlehre. In die Zeit um 1900 fällt auch sein erster Kontakt zu literarischen und anarchistischen Kreisen.

### 1900–1918

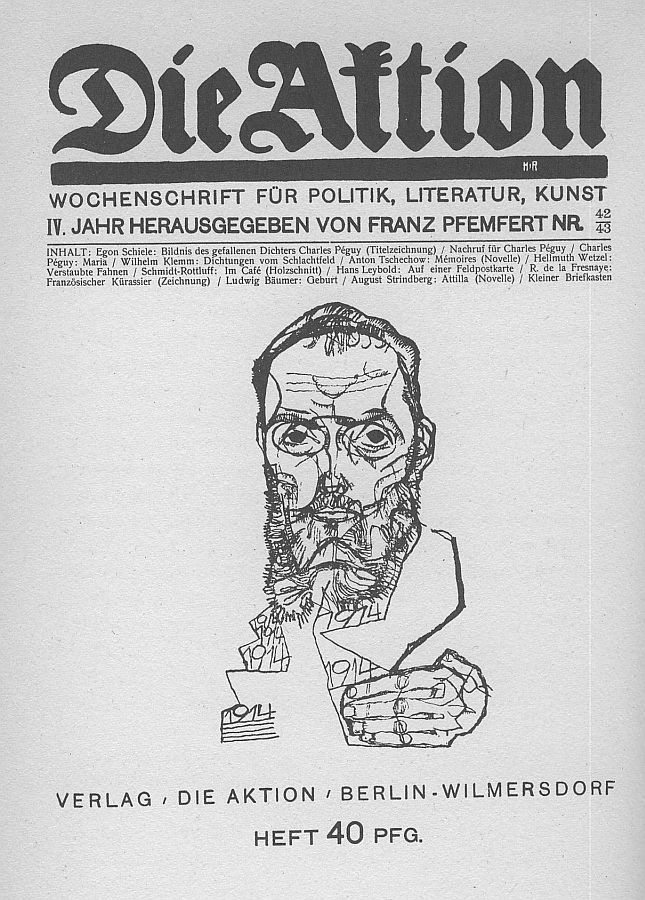
Aktion 1914 mit einem Porträt von Charles Péguy gezeichnet von Egon Schiele

1903 machte er über den Anarchisten Senna Hoy die Bekanntschaft seiner späteren Frau Alexandra Ramm; die beiden heirateten 1913. Erste Gedichte Pfemferts erschienen 1904 in Senna Hoys Zeitschrift Kampf und in einer weiteren anarchistischen Zeitschrift Der arme Teufel. In den Jahren nach 1900 waren sich Pfemfert und Herwarth Walden, der 1910 die Zeitschrift Der Sturm herausgab, in der Berliner Künstlerszene begegnet und arbeiteten eine Zeit lang gemeinsam für die Zeitschrift von Senna Hoy der Kampf. Als sie sich wieder begegneten, hatte Walden gerade den Deutschlandvertrieb der Zeitung Die Fackel von Karl Kraus übernommen, doch sie fanden nicht mehr zu einer gemeinsamen Arbeit, waren aber unabhängig voneinander mit ihren Zeitschriften ein Forum für führende Schriftsteller und Künstler des Expressionismus. Von 1909 bis 1910 war Pfemfert Mitarbeiter der Zeitschrift Das Blaubuch, 1910 wurde er Schriftleiter der radikal-demokratischen Zeitschrift Der Demokrat. Nach einem Streit mit dem Herausgeber Georg Zepler, der ohne Absprache mit Pfemfert einen Text Kurt Hillers aus dem Heft entfernt hatte, schied Pfemfert dort aus und gründete seine eigene Zeitschrift Die Aktion.
Das erste Heft der Aktion erschien am 20. Februar 1911. Die Zeitschrift wurde rasch nicht nur zu einem führenden politischen Organ für alle, die links von der SPD standen, sondern durch Pfemferts Geschick als Herausgeber auch zum Forum für führende Künstler und Schriftsteller des Expressionismus.
In der Ausgabe vom 17. April 1911 nahm er radikal gegen das wilhelminische Schulsystem Stellung. Motivation waren die Selbstmorde dreier Schüler aus Berlin.
Unterstützt wurde der Ruf des Heftes durch so genannte „Aktionsabende“ – Lesungen mit Autoren des Heftes sowie durch die von Pfemferts Frau organisierten „Aktionsbälle“. Von 1911 bis 1933 wohnte Pfemfert im Berliner Bezirk Wilmersdorf in der Nassauischen Straße 17.
Pfemfert hatte schon lange vor Beginn des Ersten Weltkriegs die nationalistische Politik der SPD scharf kritisiert. Dieser Linie blieb er auch nach Ausbruch des Krieges treu. Die beiden einzigen Abgeordneten der SPD, die im Reichstag gegen die Kriegskredite gestimmt hatten, Karl Liebknecht und Otto Rühle, wurden zu Freunden und politischen Verbündeten Franz Pfemferts. Während des Krieges enthielt sich die Aktion, um die Zensur zu umgehen, direkter politischer Äußerungen. Pfemfert gelang es jedoch durch den Abdruck von Kriegsgedichten (beispielsweise von Oskar Kanehl), durch die Montage von kriegsverherrlichenden Meldungen anderer Zeitungen und durch Sondernummern, die sich der Kultur jeweils eines „Feindeslandes“ widmeten, geschickt seinen Kurs beizubehalten.
1913/14 verlegte er monatlich die von Georges Barbizon (d. i. Georg Gretor) und Siegfried Bernfeld redigierte und von Gustav Wyneken presserechtlich verantwortete Zeitschrift Der Anfang, die im deutschsprachigen Raum auf weite Resonanz stieß und die wichtigste Zeitschrift der Jugendkulturbewegung dieser Jahre war. Zu den Autoren des Anfang gehörte u. a. auch Walter Benjamin.
Bereits 1915 gründete er zusammen mit anderen Kriegsgegnern die Antinationale Sozialistenpartei, die illegal arbeitete. 1917 eröffnete seine Frau in Berlin-Wilmersdorf die „Aktions-Buch- und Kunsthandlung“ in der Kaiserallee 222 (heute Bundesallee), wo von 1917 bis 1918 Ausstellungen mit Werken von, unter anderen, Karl Schmidt-Rottluff und Egon Schiele stattfanden.
Ebenfalls während des Krieges erschienen im Verlag Die Aktion mehrere Schriftenreihen, nämlich die Politische Aktions-Bibliothek (ab 1916, mit Werken von Alexander Herzen, Ludwig Rubiner, Lenin, Karl Marx u. a.), die Aktionsbibliothek der Aeternisten (ab 1916, mit Werken von Carl Einstein, Franz Jung, Gottfried Benn u. a.), die Aktions-Lyrik (ab 1916, mit Werken von Gottfried Benn, Oskar Kanehl, Wilhelm Klemm u. a.) und die Bücherei Der Rote Hahn (1917–1925, mit Werken von Victor Hugo, Leo Tolstoi, Hedwig Dohm, Karl Otten, Franz Mehring, Carl Sternheim, Jakob van Hoddis, Max Herrmann-Neiße, Julius Talbot Keller u. a.).

### 1918–1933

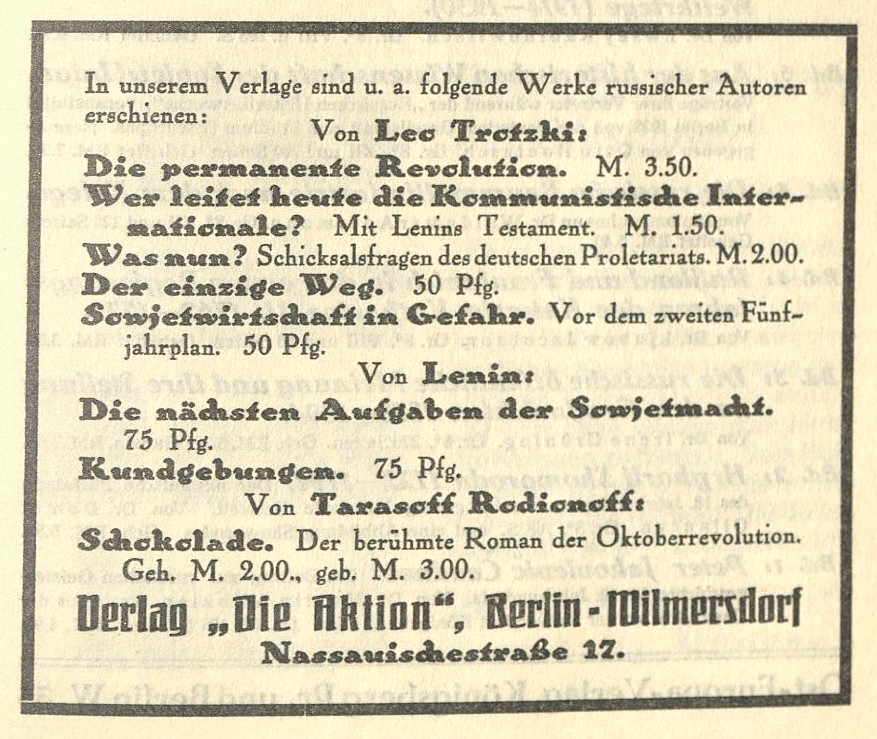
Verlagsanzeige 1933

Nach Ende des Krieges unterstützte Pfemfert den Spartakusbund. Ab dieser Zeit machte er Die Aktion ganz zu einer undogmatischen, linken Politikzeitschrift – meist jenseits aller Parteien. Er unterzeichnete – zusammen mit Ludwig Bäumer, Albert Ehrenstein, Julius Talbot Keller, Karl Otten, Heinrich Schaefer, Hans Siemsen, Carl Zuckmayer – den am 16. November 1918 in der Aktion veröffentlichten Aufruf der Antinationalen Sozialisten-Partei (A.S.P.) zur sozialistischen Weltrevolution. Mit vielen der von ihm zuvor geförderten Schriftsteller – die er meist entdeckt und zuerst herausgebracht hatte – überwarf er sich in der Folge, da er ihnen Ausverkauf vorwarf. Als die KPD gegründet wurde, brach Pfemfert schnell mit der entstehenden Parteibürokratie und engagierte sich stattdessen bei der KAPD, deren Mitglied er auch kurze Zeit war. Ab 1921 war er mit Otto Rühle in der Allgemeinen Arbeiter Union-Einheitsorganisation (AAUE) aktiv, 1926 im zweiten Spartakusbund. Einen kritisch-solidarischen Kontakt pflegte er mit Rudolf Rocker und der Freien Arbeiter-Union Deutschlands (FAUD) (Anarcho-Syndikalisten).
1927 eröffnete er, nachdem er sich länger schon für Fotografie interessiert hatte, eine „Werkstatt für Porträtphotographie“, mit der er auch den Lebensunterhalt für sich und seine Frau bestritt. Bekannte und heute noch oft abgedruckte Porträts von Künstlern, Publizisten und Politikern wie Gottfried Benn, Karl Kraus, André Gide und Frans Masereel entstanden hier, beziehungsweise in Pfemferts späteren Ateliers.
Ab 1927 war Pfemfert wiederholt schwer krank. 1927, 1930 und wieder 1932 war er für längere Zeit in Krankenhäusern und zur Kur. Hieran, wie auch an der schlechter werdenden politischen Lage, litt Die Aktion – die Hefte erschienen nur mehr unregelmäßig.
Ab 1929 war Alexandra Ramm-Pfemfert Literaturagentin und Übersetzerin von Leo Trotzki. In der Folge entwickelte sich ein lebhafter Briefwechsel, nicht nur zwischen Pfemferts Frau und Trotzki, sondern auch zwischen Pfemfert und dem im Exil in der Türkei lebenden Trotzki (Pfemferts Frau und Trotzki korrespondierten auf Russisch, Pfemfert und Trotzki auf Deutsch, was kein Problem darstellte, da Trotzki sehr gut Deutsch sprach).

### 1933–1954
Nach der Machtübernahme der Nationalsozialisten flohen die Pfemferts Anfang März 1933 überstürzt aus Berlin und gingen via Dresden nach Karlsbad, wo Franz Pfemfert wiederum ein Fotostudio eröffnete. Die Existenz der Pfemferts in der Tschechoslowakei war jedoch ständig gefährdet, nicht nur da sie auf die finanzielle Unterstützung von Freunden angewiesen, sondern auch weil sie politisch und gesellschaftlich isoliert waren: Den meist deutsch-national gesinnten Sudetendeutschen war das linksradikale Ehepaar ebenso suspekt wie tschechischen und dort im Exil lebenden deutschen linientreuen Kommunisten. Im Oktober 1936 gingen sie deshalb nach Paris. Zuvor war Franz Pfemfert bereits am 11. Juni 1935 – neben anderen Persönlichkeiten wie Erika Mann – vom Reichsminister des Innern Wilhelm Frick die deutsche Staatsbürgerschaft aberkannt worden.
Im Pariser Exil waren die Pfemferts weniger isoliert, da dort nicht nur einige Verwandte Alexandra Ramm-Pfemferts lebten, sondern auch Bekannte aus der Berliner Zeit wie zum Beispiel Thea Sternheim, Franz Jung, sein Schwager Carl Einstein und Lew Lwowitsch Sedow. Franz Pfemfert eröffnete auch hier wieder ein Fotoatelier. Politisch waren die beiden zu dieser Zeit nur noch wenig – und dann nur im Verborgenen – aktiv, da zum einen die französische Regierung politische Äußerungen von Emigranten unterdrückte und zum anderen Agenten des sowjetischen Geheimdienstes GPU ein solches Engagement lebensgefährlich machten (ihr Freund Kurt Landau wurde in dieser Zeit von sowjetischen Agenten ermordet und auch Trotzkis Sohn Lew L. Sedow starb unter rätselhaften Umständen).
Nach Ausbruch des Zweiten Weltkriegs wurden die Pfemferts als „feindliche Ausländer“ zuerst in Paris interniert, dann voneinander getrennt und in südfranzösische Lager abgeschoben. Franz Pfemfert war vermutlich in dem Lager Bassens bei Bordeaux interniert, aus dem ihm auf unbekannte Art und Weise bald schon die Flucht gelang. Im Sommer 1940 traf Pfemfert schließlich in Perpignan seine Frau, die ebenfalls aus dem Lager geflohen war, wieder. Beide gingen von dort aus nach Marseille, von wo sie, nach einem langen Kampf um korrekte Papiere, schließlich über Lissabon nach New York und von dort nach Mexiko ausreisten. Im Frühjahr 1941 kamen sie in Mexiko-Stadt an.
In Mexiko waren die Pfemferts fast völlig isoliert. Im Alter von 57 respektive 62 befanden sie sich in einem unbekannten Land, sprachen beide kein Spanisch, hatten kein Geld und so gut wie keine Bekannten. Allein Natalja Iwanowna Sedowa, die Witwe Trotzkis, unterstützte die beiden und stand mit ihnen in laufendem Kontakt. Der Versuch, weiter in die USA zu reisen, scheiterte an der restriktiven Einreisepolitik der USA – und das obwohl Albert Einstein schriftlich für den guten Leumund der Pfemferts bürgte und sich auch ein amerikanischer Industrieller fand, der finanziell für sie einzustehen bereit war.
Auch in Mexiko-Stadt eröffnete Franz Pfemfert wieder ein Fotoatelier, von dessen Einnahmen er und seine Frau jedoch nicht leben konnten. Meist waren sie abhängig von Zuwendungen Dritter und von den Mitteln des International Rescue Committee. 1952 wurde bei Franz Pfemfert Leberkrebs diagnostiziert, an dem er 1954 verstarb.

## Werk

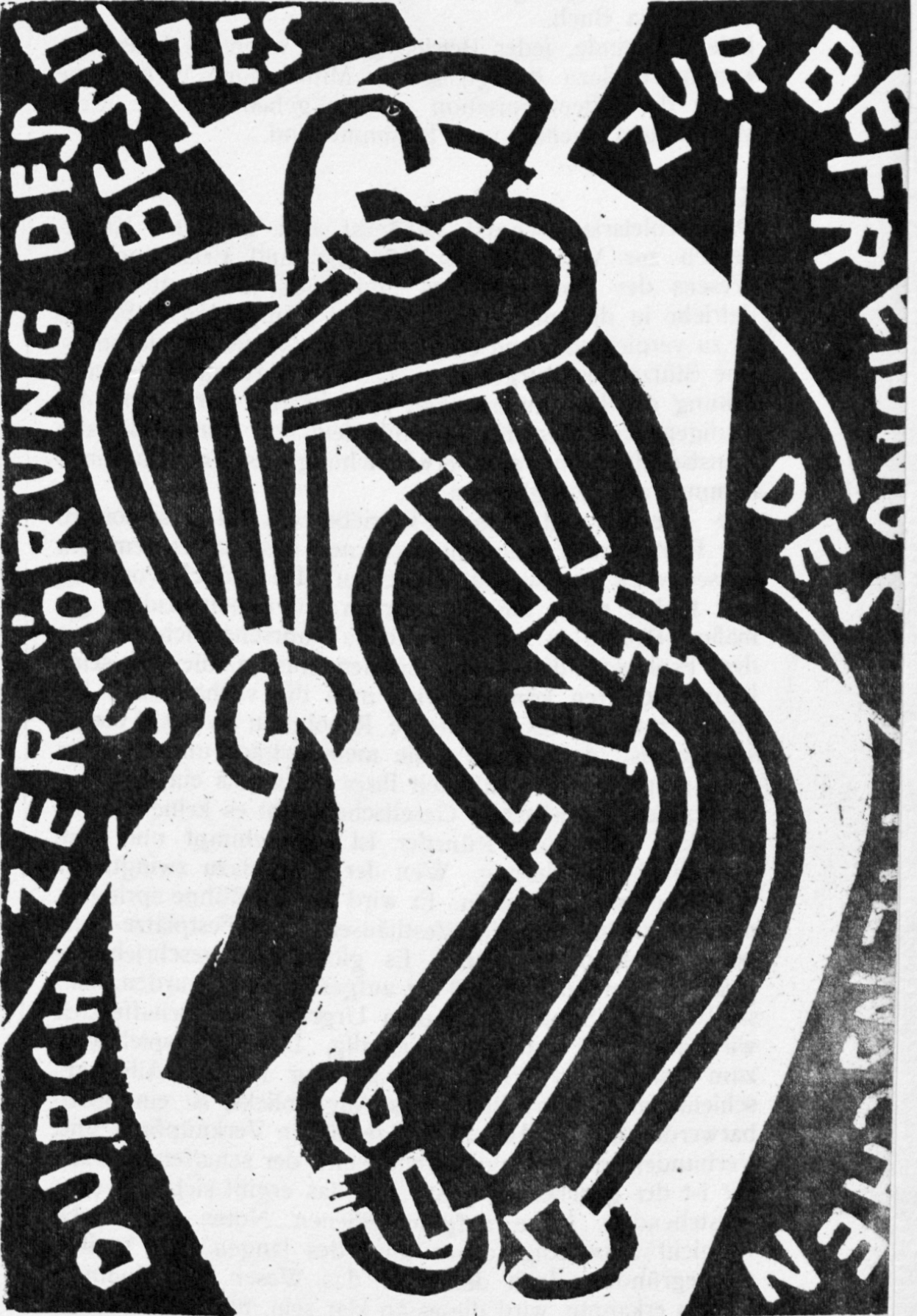
Die Aktion, Nr. 51/52, Spalte 722, 1920. Holzschnitt Durch Zerstörung des Besitzes zur Befreiung des Menschen von Franz Wilhelm Seiwert

Bekannt ist Franz Pfemfert heute fast nur noch als Gründer und Herausgeber der avantgardistischen Zeitschrift Die Aktion – wobei auch hier heute meist nur noch die frühen Ausgaben von 1911 bis 1918 als Forum für expressionistische Kunst und Literatur wahrgenommen werden. Pfemfert war neben Maximilian Harden einer der wesentlichen Förderer und Entdecker expressionistischer und anderer moderner Künstler und Autoren. „Auf der Höhe seiner Zeit, mitunter auch ihr voraus, machte Franz Pfemfert die Aktion zur Keimzelle der deutschen politischen, künstlerischen und literarischen Avantgarde des frühen 20. Jahrhunderts“.
Versuche, auch sein sonstiges publizistisches und politisches Werk ab den 1980er Jahren wieder bekannt zu machen, blieben außerhalb von Fachkreisen weitgehend unbeachtet.
Pfemferts früher Nachlass, darunter insbesondere das umfangreiche Archiv der Aktion, wurde im Frühjahr 1933 beschlagnahmt und gilt als verschollen. Als sein später „Nachlass, der eine Fotosammlung enthält, 1955 zurück nach Berlin gebracht werden soll, geht alles in einer Schiffshavarie verloren.“

## Werke
- Thomas Rietzschel (Hrsg.): Die Aktion: 1911–1918; Wochenschrift für Politik, Literatur und Kunst, eine Auswahl. 594 S., Aufbau Verlag Berlin-Ost. Lizenzausgabe für die BRD, Dumont, Köln 1987, ISBN 3-7701-2137-6.
- Wolfgang Haug (Hrsg.): Franz Pfemfert. Ich setze diese Zeitschrift wider diese Zeit. Sozialpolitische und literaturkritische Texte. Luchterhand, Darmstadt 1985, ISBN 3-472-61559-1. Erweiterte Neuausgabe, Edition AV, Bodenburg 2022, ISBN 978-3-86841-276-5
- Die Aktion. Reprint der Jahrgänge 9 (1919) – 22 (1932). Kraus Reprint, Nendeln 1976.
- Die Aktion. Reprint der Jahrgänge 1 (1911) – 8 (1918). Eingeleitet und kommentiert von Paul Raabe. Kösel, Stuttgart 1961–1967.
- Die Aktion. Kompletter Reprint (ohne reine Anzeigenseiten): Jahrgänge 1 (1911) – 22 (1932), in 15 Bänden mit Einführung und Kommentar von Paul Raabe. Kraus Reprint, Millwood, N.Y. 1983.
- Pfemfert. Erinnerungen und Abrechnungen. Texte und Briefe. Hrsg. v. Lisbeth Exner und Herbert Kapfer. Belleville, München 1999, ISBN 3-933510-18-X (siehe Rezensionen bei Perlentaucher.de)